# Martina Stella

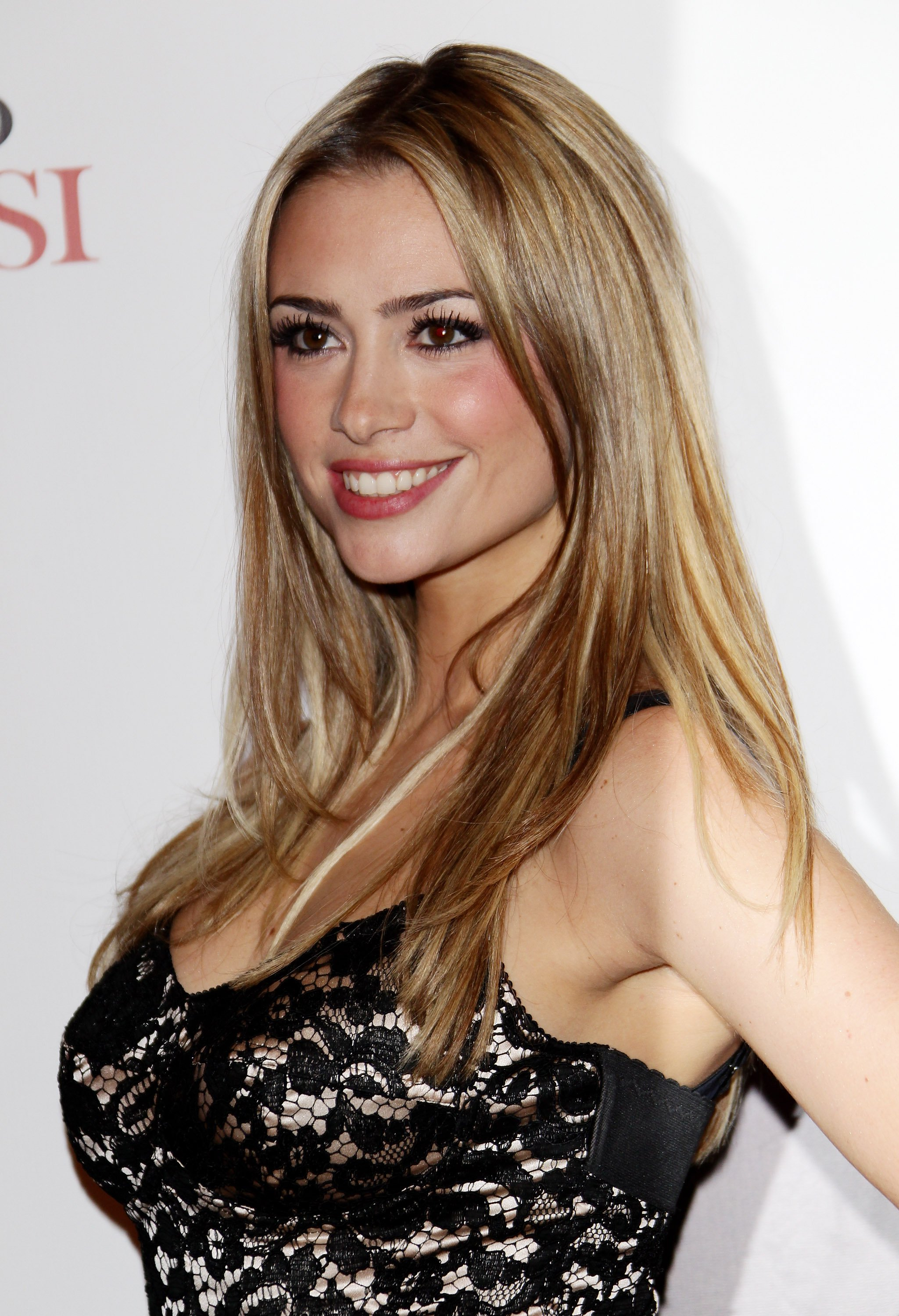
Martina Stella (2017)

Martina Stella (* 28. November 1984 in Impruneta) ist eine italienische Filmschauspielerin und ein Fotomodell.

## Leben
Stella spielte in Filmen wie Augustus – Mein Vater der Kaiser (2003) und dem US-amerikanischen Kinofilm Ocean’s 12 aus dem Jahre 2004 mit.
Ein weiterer, auch ins Deutsche synchronisierte Film, in dem Martina mitwirkte, war das 2001 produzierte Drama Ein letzter Kuss unter der Regie von Gabriele Muccino.
Parallel zu ihren Filmrollen steht sie für italienische Zeitschriften Modell.